# Ministri dell'economia e delle finanze della Spagna
I ministri dell'economia e delle finanze della Spagna dal 1975 ad oggi sono i seguenti.

## Lista
| Ministro               | Ministro         | Ministro                     | Partito                             | Governo                  | Inizio           | Fine             |
| ---------------------- | ---------------- | ---------------------------- | ----------------------------------- | ------------------------ | ---------------- | ---------------- |
|                        |                  | Juan Miguel Villar Mir       | Indipendente                        | Governo Navarro III      | 13 dicembre 1975 | 5 luglio 1976    |
|                        |                  | Eduardo Carriles Galarraga   | Unione Democratica Spagnola         | Governo Suárez I         | 5 luglio 1976    | 4 luglio 1977    |
|                        |                  | Enrique Fuentes Quintana     | Unione del Centro Democratico       | Governo Suárez II        | 4 luglio 1977    | 25 febbraio 1978 |
|                        |                  | Fernando Abril Martorell     | Unione del Centro Democratico       | Governo Suárez II        | 25 febbraio 1978 | 6 aprile 1979    |
|                        |                  | Jaime García Añoveros        | Unione del Centro Democratico       | Governo Suárez III       | 6 aprile 1979    | 27 febbraio 1981 |
| Governo Calvo-Sotelo   | 27 febbraio 1981 | Jaime García Añoveros        | Unione del Centro Democratico       | 3 dicembre 1982          |                  |                  |
|                        |                  | Miguel Boyer                 | Partito Socialista Operaio Spagnolo | Governo González I       | 3 dicembre 1982  | 5 luglio 1985    |
|                        |                  | Carlos Solchaga              | Partito Socialista Operaio Spagnolo | Governo González I       | 5 luglio 1985    | 26 luglio 1986   |
| Governo González II    | 26 luglio 1986   | Carlos Solchaga              | Partito Socialista Operaio Spagnolo | 7 dicembre 1989          |                  |                  |
| Governo González III   | 7 dicembre 1989  | Carlos Solchaga              | Partito Socialista Operaio Spagnolo | 6 giugno 1993            |                  |                  |
|                        |                  | Pedro Solbes                 | Partito Socialista Operaio Spagnolo | Governo González IV      | 14 luglio 1993   | 6 maggio 1996    |
|                        |                  | Rodrigo Rato                 | Partito Popolare                    | Governo Aznar I          | 6 maggio 1996    | 12 marzo 2000    |
| Scorporo del ministero |                  |                              |                                     |                          |                  |                  |
| Economia               |                  |                              |                                     |                          |                  |                  |
|                        |                  | Rodrigo Rato                 | Partito Popolare                    | Governo Aznar II         | 27 aprile 2000   | 17 aprile 2004   |
| Finanze                |                  |                              |                                     |                          |                  |                  |
|                        |                  | Cristóbal Montoro            | Partito Popolare                    | Governo Aznar II         | 27 aprile 2000   | 17 aprile 2004   |
| Economia e finanze     |                  |                              |                                     |                          |                  |                  |
|                        |                  | Pedro Solbes                 | Partito Socialista Operaio Spagnolo | Governo Zapatero I       | 18 aprile 2004   | 14 aprile 2008   |
| Governo Zapatero II    | 14 aprile 2008   | Pedro Solbes                 | Partito Socialista Operaio Spagnolo | 7 aprile 2009            |                  |                  |
|                        |                  | Elena Salgado                | Partito Socialista Operaio Spagnolo | Governo Zapatero II      | 7 aprile 2009    | 22 dicembre 2011 |
| Scorporo del ministero |                  |                              |                                     |                          |                  |                  |
| Economia               |                  |                              |                                     |                          |                  |                  |
|                        |                  | Luis de Guindos Jurado       | Partito Popolare                    | Governo Rajoy I          | 22 dicembre 2011 | 4 novembre 2016  |
| Governo Rajoy II       | 4 novembre 2016  | Luis de Guindos Jurado       | Partito Popolare                    | 8 marzo 2018             |                  |                  |
|                        |                  | Román Escolano Olivares      | Indipendente                        | Governo Rajoy II         | 8 marzo 2018     | 7 giugno 2018    |
|                        |                  | Nadia Calviño                | Indipendente                        | Governo Sánchez I        | 7 giugno 2018    | in carica        |
| Finanze                |                  |                              |                                     |                          |                  |                  |
|                        |                  | Cristóbal Montoro            | Partito Popolare                    | Governo Rajoy II         | 22 dicembre 2016 | 4 novembre 2016  |
| Governo Rajoy II       | 4 novembre 2016  | Cristóbal Montoro            | Partito Popolare                    | 7 giugno 2018            |                  |                  |
|                        |                  | María Jesús Montero Cuadrado | Partito Socialista Operaio Spagnolo | Governo Sánchez I,II,III | 7 giugno 2018    | in carica        |